# Saint-Vaast-la-Hougue
 Saint-Vaast-la-Hougue  es una población y comuna francesa, situada en la región de Normandía, departamento de Mancha, en el distrito de Cherbourg-Octeville y cantón de Quettehou.

## Demografía
| 2431 | 2391 | 2268 | 2347 | 2134 | 2097 |
| Para los censos de 1962 a 1999 la población legal corresponde a la población sin duplicidades (Fuente: INSEE [Consultar]) |      |      |      |      |      |